# Katherine Prumm
Katherine Prumm   (Sud-àfrica, 4 de juny de 1988), coneguda actualment pel seu nom de casada, Katherine Oberlin-Brown, és una antiga pilot professional de motocròs neozelandesa d'origen sud-africà. Els anys 2006 i 2007 va guanyar dues Copes del món de motocròs femení consecutives. El 2019 va ser incorporada a l'MNZ Hall of Fame, el Saló de la fama del motociclisme neozelandès.

## Biografia
Nascuda a Sud-àfrica, Katherine Prumm es va traslladar amb la seva família a Nova Zelanda el 1995, quan tenia set anys. Els Prumm s'establiren a Bombay, al sud de la regió d'Auckland. Allà, Katherine va començar a practicar el motocròs el 1998, a deu anys, sovint competint contra rivals masculins, i aviat va obtenir victòries destacades, tant en curses nacionals com a Austràlia i el Japó. Gràcies als seus èxits va entrar a l'equip oficial de Kawasaki.
El 2005, a 17 anys, va disputar la primera Copa del món de motocròs femení, precursora de l'actual Campionat del món (WMX) i hi va acabar segona darrere l'alemanya Stephanie Laier. Els anys 2006 i 2007 va guanyar la Copa. La temporada de 2008, Prumm va deixar Kawasaki i va signar amb Yamaha. Aquell any, en què la Copa del món adquirí rang de Campionat del món, va estar a punt de guanyar el títol, però va perdre les seves opcions en trencar-se la clavícula i el canell a només dues rondes del final del campionat, durant un entrenament a Bèlgica, i va quedar relegada a la novena posició final.
La seva carrera esportiva va quedar estroncada poc abans de començar la temporada del 2009. En un entrenament a Nova Zelanda va aterrar malament després d'un salt i es va trencar l'esquena per tres llocs (concretament, les vèrtebres T6, T9 i T12). Tot i que semblava que no podria tornar a caminar mai més, finalment es va recuperar completament, però la seva etapa com a pilot de motocròs s'havia acabat.

### Retirada
Tot i haver hagut d'abandonar el motocròs, Katherine Prumm segueix involucrada en l'esport d'elit. Després de graduar-se a la universitat amb una llicenciatura en ciències de l'esport i de l'exercici va començar a treballar com a fisiòloga al High Performance Sport New Zealand (HPSNZ), des d'on ajuda els atletes d'elit neozelandesos.

## Palmarès

### Títols per any
| Any  | Equip    | Campionat                   |
| ---- | -------- | --------------------------- |
| 2006 | Kawasaki | Copa FIM de motocròs femení |
| 2007 | Kawasaki | Copa FIM de motocròs femení |

### Resultats al mundial de motocròs femení
Font:
| Any  | Motocicleta | Posició |
| ---- | ----------- | ------- |
| 2005 | Kawasaki    | 2a      |
| 2006 | Kawasaki    | 1a      |
| 2007 | Kawasaki    | 1a      |
| 2008 | Kawasaki    | 9a      |

1. ↑  Fins al 2007 inclòs el Campionat del Món femení tenia rang de Copa del Món.